# Sony Ericsson Xperia pro

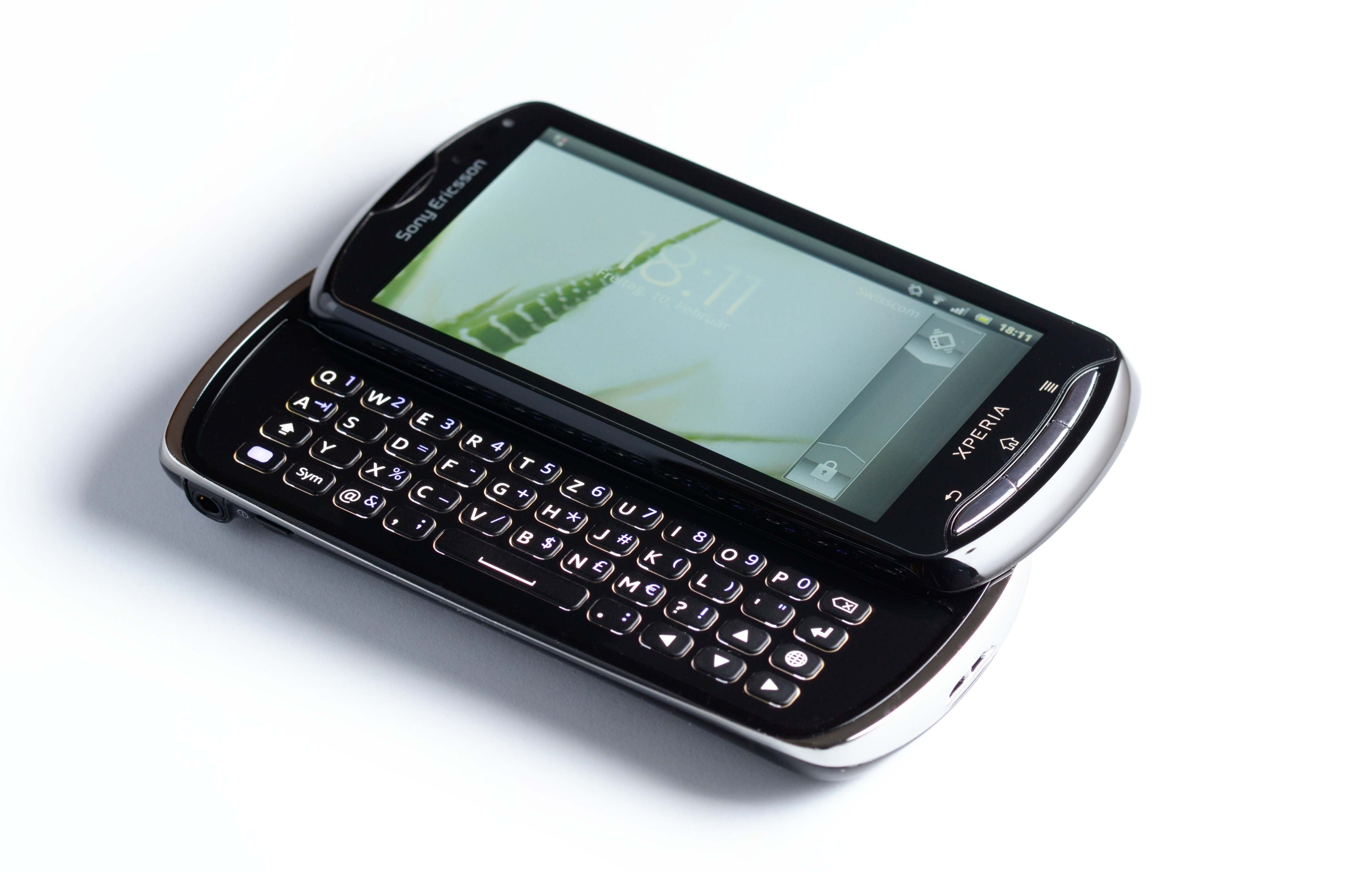
Sony Ericsson Xperia Pro

El Sony Ericsson Xperia pro es un teléfono inteligente con Android lanzado por Sony Ericsson que se lanzó en octubre de 2011. El Xperia Pro cuenta con una pantalla táctil capacitiva de 3,7 "(94,0 mm), teclado deslizante, teléfono inteligente móvil con tecnología BRAVIA que optimiza las imágenes y funciona a alta velocidad 854 × 480 píxeles resolución, procesador Snapdragon de 1 GHz, cámara de 8,1 megapíxeles, tecla de cámara de dos pasos dedicada, puerto host USB, salida HDMI, RAM integrada de 512 MB y tarjeta microSD de 8 GB (ampliable hasta 32 GB con Android 2.3; hasta 128 GB con Android 4.04). El Sony Ericsson Xperia Pro está disponible en negro, plateado o rojo.

## Descripción general
El Xperia Pro viene preinstalado con el sistema operativo Android 2.3 (Gingerbread). Desde junio de 2012, los usuarios de Sony Xperia Pro pueden actualizar sus teléfonos a Android 4.0.4 (Ice Cream Sandwich) través de Sony Update.
Algunos usuarios tienen problemas con los teclados físicos al cambiar de QWERTY a AZERTY y viceversa después de actualizar a Android 4.0.x Ice Cream Sandwich. Este problema se resolvió el 1 de septiembre de 2012.
Tiene una cámara frontal, una cámara trasera con flash y un teclado qwerty deslizable en la parte posterior, al igual que otras variantes de Xperia pro.
La pantalla funciona con Sony Mobile BRAVIA Engine, que permite a los usuarios ver imágenes y videos en una pantalla de realidad virtual de 3,7 pulgadas.
También tiene un sensor Exmor R para grabar películas y fotos de alta definición con poca luz, que luego se pueden mostrar en un televisor de alta definición a través del conector HDMI.

## Recepción
Se lanzó por primera vez el Xperia Pro junto con Xperia Play e Xperia Neo el 13 de febrero de 2011, un día antes del MWC 2011.